# Hallenhockey-Europameisterschaft der Damen 2008
Die Hallenhockey-Europameisterschaft der Damen 2008 war die vierzehnte Auflage der Hallenhockey-Europameisterschaft der Damen. Sie fand vom 25. bis 27. Januar in Almería statt. Rekordsieger Deutschland besiegte im Finale Belarus mit 5:1. Italien und Österreich stiegen in die „B-EM“ ab.

## Vorrunde

### Gruppe A
| Rang | Land        | Tore  | Punkte |
| ---- | ----------- | ----- | ------ |
| 1    | Deutschland | 26:4  | 9      |
| 2    | Schottland  | 12:16 | 3      |
| 3    | Ukraine     | 12:21 | 3      |
| 4    | Italien     | 8:17  | 3      |

| Ukraine     | – | Italien    | 7:3  |
| Deutschland | – | Italien    | 7:1  |
| Deutschland | – | Ukraine    | 11:1 |
| Italien     | – | Schottland | 4:3  |
| Ukraine     | – | Schottland | 4:7  |
| Deutschland | – | Schottland | 8:2  |

### Gruppe B
| Rang | Land        | Tore  | Punkte |
| ---- | ----------- | ----- | ------ |
| 1    | Belarus     | 18:8  | 7      |
| 2    | Niederlande | 19:9  | 5      |
| 3    | Spanien     | 13:11 | 4      |
| 4    | Österreich  | 10:27 | 3      |

| Spanien     | – | Niederlande | 3:3  |
| Belarus     | – | Österreich  | 8:3  |
| Belarus     | – | Spanien     | 7:2  |
| Niederlande | – | Österreich  | 11:3 |
| Spanien     | – | Österreich  | 8:4  |
| Belarus     | – | Niederlande | 3:3  |

## Relegationsgruppe
| Italien    | – | Spanien | 3:2 |
| Österreich | – | Ukraine | 1:4 |
| Spanien    | – | Ukraine | 4:3 |
| Österreich | – | Italien | 2:5 |

## Halbfinale
| Schottland  | – | Belarus     | 0:4 |
| Deutschland | – | Niederlande | 7:4 |

## Platzierungsspiele

### Spiel um Platz 3
| Niederlande | – | Schottland | 4:1 |

### Finale
| Deutschland | – | Belarus | 5:1 |